# Elecciones estatales de Renania-Palatinado de 2021
Las elecciones estatales de Renania-Palatinado de 2021 se llevaron a cabo el 14 de marzo de 2021 para elegir a los miembros del 18.° Parlamento Regional de Renania-Palatinado. Se celebraron en paralelo a las elecciones al Parlamento de Baden-Württemberg.
El SPD obtuvo una pluralidad inesperadamente clara del 35,7% de los votos emitidos, menos de un punto porcentual menos que su resultado de 2016. La opositora Unión Demócrata Cristiana (CDU) terminó con un 27,7%, una disminución de cuatro puntos porcentuales, su peor resultado en el Estado hasta la fecha. Los Verdes pasaron del quinto al tercer lugar con un 9,3%. Alternativa para Alemania (AfD) experimentó las peores pérdidas de cualquier partido, cayendo al 8,3%. El Partido Democrático Libre (FDP) registró una pequeña caída al 5,5%, pero mantuvo sus escaños. Los Votantes Libres (FW) ingresaron al Landtag por primera vez con un 5,4%, marcando su tercera aparición en un parlamento estatal alemán, después de Baviera y Brandeburgo.
En general, el gobierno en funciones regresó con una mayoría mayor. Después de las elecciones, la ministra-presidenta Dreyer expresó su deseo de renovar la coalición saliente. El 30 de abril, el SPD, los Verdes y el FDP llegaron a un acuerdo de coalición.

## Antecedentes
En la elección anterior celebrada el 13 de marzo de 2016, el SPD mantuvo su posición como el partido más grande por delante de la Unión Demócrata Cristiana (CDU). Alternativa para Alemania (AfD) disputó su primera elección en Renania-Palatinado, quedando en tercer lugar con un 12,6%. El FDP volvió al Parlamento después de haber perdido su representación en 2011, ganando un 6,2% y 7 escaños. Los Verdes mantuvieron por poco su representación con un 5,3%, una pérdida de 10,1 puntos porcentuales.
El SPD había liderado una coalición con los Verdes desde 2011, pero este gobierno perdió su mayoría en las elecciones. Posteriormente, el SPD formó una coalición con el FDP y los Verdes.
El período  legislativo comenzó el 18 de abril de 2016. Las elecciones podían tener lugar entre 57 y 60 meses después del comienzo del período; por lo tanto, la elección podía tener lugar entre febrero y mayo de 2021. El 11 de febrero de 2020, el gobierno estatal anunció la fecha de la elección como el 14 de marzo de 2021.

## Sistema electoral
El Parlamento Regional se elige mediante representación proporcional mixta. 52 miembros son elegidos en distritos electorales uninominales mediante escrutinio mayoritario uninominal. A continuación, se asignan 49 miembros utilizando la representación proporcional compensatoria, distribuidos en cuatro distritos plurinominales. Los votantes tienen dos votos: el "primer voto" para los candidatos en distritos electorales uninominales y el "segundo voto" para las listas de partidos, que se utilizan para llenar los escaños proporcionales. El tamaño mínimo del Parlamento Regional es de 101 miembros, pero si hay escaños excedentarios en los distritos, se agregarán escaños con nivelación proporcional para garantizar la proporcionalidad. Un umbral electoral del 5% de los votos válidos se aplica para optar a la representación parlamentaria.

## Partidos participantes
Los siguientes partidos y agrupaciones participaron en la elección con una lista:
| Partido | Sigla            | Resultado de 2016 |
| --- | ---------------- | ----------------- |
| Partido Socialdemócrata de Alemania                                                                                             | SPD              | 36,2 %            |
| Unión Demócrata Cristiana de Alemania                                                                                           | CDU              | 31,8 %            |
| Alternativa para Alemania | AfD              | 12,6 %            |
| Partido Democrático Libre | FDP              | 6,2 %             |
| Alianza 90/Los Verdes | GRÜNE            | 5,3 %             |
| Die Linke | DIE LINKE        | 2,8 %             |
| Freie Wähler Rheinland-Pfalz | FREIE WÄHLER     | 2,3 %             |
| Partido Pirata de Alemania | PIRATEN          | 0,8 %             |
| Partido Ecológico-Democrático                                                                                                   | ÖDP              | 0,4 %             |
| Klimaliste RLP e.V. | –                | –                 |
| Partido por el Trabajo, Estado de Derecho, Protección de los Animales, Fomento de las Elites e Iniciativas Democráticas de Base | Die PARTEI       | –                 |
| Partido Ser Humano, Medio Ambiente y Protección de los Animales                                                                 | Tierschutzpartei | –                 |
| Volt Alemania | Volt             | –                 |

## Campaña
El 18 de octubre de 2019, el ejecutivo estatal de Alianza 90/Los Verdes nombró a Anne Spiegel, Ministra Estatal de Familia, Mujer, Juventud, Integración y Protección del Consumidor, como la candidata principal del partido para las elecciones.
El 16 de noviembre de 2019, el líder del grupo parlamentario de la CDU, Christian Baldauf, fue seleccionado como el candidato principal de su partido para las elecciones. Obtuvo el 80,25% de los votos contra su rival Marlon Bröhr, administrador del Distrito de Rin-Hunsrück.
El 2 de diciembre de 2019, la ministra presidenta Malu Dreyer anunció su retirada del ejecutivo federal del SPD para centrarse en la política estatal y las próximas elecciones estatales. Se había desempeñado como codirectora adjunta del partido federal desde 2017, y fue líder interina del partido de junio a diciembre de 2019 después de la renuncia de la líder Andrea Nahles. El anuncio se produjo después de las elecciones de liderazgo de 2019 en las que Saskia Esken y Norbert Walter-Borjans fueron elegidos como sucesores de Nahles. Roger Lewentz, líder estatal de Renania-Palatinado declaró: "[Dreyer] es la mejor ministra-presidenta de Renania-Palatinado. En el próximo año haremos todo lo posible para asegurarnos de que pueda seguir ocupando su puesto incluso después de las elecciones estatales de 2021". Fue confirmada formalmente como candidata principal el 7 de diciembre de 2020.
El 19 de agosto de 2020, el ejecutivo estatal del FDP eligió a la Secretaria de Estado de Asuntos Económicos, Daniela Schmitt, como su candidata principal para las elecciones.
El 5 de septiembre, AfD anunció su lista de candidatos para las elecciones. El líder estatal Michael Frisch fue escogido como candidato principal.
Joachim Streit fue elegido como candidato principal de los Votantes Libres.

## Encuestas

### Partidos
| Encuestador             | Fecha      |        |        |        |       |       |       | FW    | Otros |
| ----------------------- | ---------- | ------ | ------ | ------ | ----- | ----- | ----- | ----- | ----- |
| INSA                    | 12.03.2021 | 32 %   | 29 %   | 10 %   | 7 %   | 10 %  | 3 %   | 4 %   | 5 %   |
| Forschungsgruppe Wahlen | 11.03.2021 | 33 %   | 29 %   | 9 %    | 6,5 % | 10 %  | 3 %   | 5 %   | 4,5 % |
| INSA                    | 09.03.2021 | 30 %   | 30 %   | 10 %   | 6 %   | 12 %  | 3 %   | 4 %   | 5 %   |
| Forschungsgruppe Wahlen | 05.03.2021 | 33 %   | 29 %   | 9 %    | 7 %   | 11 %  | 3 %   | 4 %   | 4 %   |
| Infratest dimap         | 04.03.2021 | 30 %   | 28 %   | 9 %    | 9 %   | 12 %  | 3 %   | 5 %   | 4 %   |
| Infratest dimap         | 25.02.2021 | 30 %   | 31 %   | 9 %    | 7 %   | 12 %  | 3 %   | 4 %   | 4 %   |
| INSA                    | 23.02.2021 | 31 %   | 33 %   | 9 %    | 6 %   | 12 %  | 3 %   | 3 %   | 3 %   |
| Forschungsgruppe Wahlen | 05.02.2021 | 31 %   | 33 %   | 7 %    | 5 %   | 13 %  | 4 %   | —     | 7 %   |
| INSA                    | 23.01.2021 | 30 %   | 33 %   | 9 %    | 6 %   | 14 %  | 3 %   | 3 %   | 2 %   |
| Infratest dimap         | 14.01.2021 | 28 %   | 33 %   | 8 %    | 6 %   | 15 %  | 3 %   | —     | 7 %   |
| Elecciones de 2016      | 13.03.2016 | 36,2 % | 31,8 % | 12,6 % | 6,2 % | 5,3 % | 2,8 % | 2,2 % | 2,8 % |

### Preferencia de Ministro-Presidente
| Forschungsgruppe Wahlen | 11.03.2021 | 58 % | 28 % | —   | 14 % |  |  |  |  |
| Forschungsgruppe Wahlen | 05.03.2021 | 59 % | 28 % | —   | 13 % |  |  |  |  |
| Infratest dimap         | 04.03.2021 | 53 % | 29 % | —   | —    |  |  |  |  |
| Infratest dimap         | 25.02.2021 | 56 % | 28 % | —   | —    |  |  |  |  |
| Forschungsgruppe Wahlen | 05.02.2021 | 59 % | 23 % | —   | 18 % |  |  |  |  |
| Infratest dimap         | 10.12.2020 | 54 % | 18 % | 5 % | 9 %  |  |  |  |  |
| Infratest dimap         | 10.09.2020 | 55 % | 15 % | 3 % | 11 % |  |  |  |  |
| Infratest dimap         | 05.03.2020 | 57 % | 17 % | 4 % | 11 % |  |  |  |  |
|                         |            |      |      |     |      |  |  |  |  |

## Resultados

Mayoría por distrito electoral

|                                                                                          |                                                                 |                    |                    |                    |                  |                  |                  |                  |                  |       |
| Partido                                                                                  | Partido                                                         | Distrito electoral | Distrito electoral | Distrito electoral | Lista de partido | Lista de partido | Lista de partido | Lista de partido | Total de escaños | +/–   |
| Partido                                                                                  | Partido                                                         | Votos              | %                  | Escaños            | Votos            | %                | Cambio           | Escaños          | Total de escaños | +/–   |
|                                                                                          | Partido Socialdemócrata de Alemania (SPD)                       | 618,176            | 32.2               | 28                 | 690,962          | 35.7             | 0.5              | 11               | 39               | 0     |
|                                                                                          | Unión Demócrata Cristiana de Alemania (CDU)                     | 604,088            | 31.4               | 23                 | 535,318          | 27.7             | 4.1              | 8                | 31               | 4     |
|                                                                                          | Alianza 90/Los Verdes (GRÜNE)                                   | 210,022            | 10.9               | 1                  | 179,860          | 9.3              | 4.0              | 9                | 10               | 4     |
|                                                                                          | Alternativa para Alemania (AfD)                                 | 145,383            | 7.6                | 0                  | 160,293          | 8.3              | 4.3              | 9                | 9                | 5     |
|                                                                                          | Partido Democrático Libre (FDP)                                 | 115,530            | 6.0                | 0                  | 106,809          | 5.5              | 0.7              | 6                | 6                | 1     |
|                                                                                          | Votantes Libres (FW)                                            | 143,940            | 7.5                | 0                  | 103,619          | 5.4              | 3.2              | 6                | 6                | 6     |
|                                                                                          |                                                                 |                    |                    |                    |                  |                  |                  |                  |                  |       |
|                                                                                          | La Izquierda (LINKE)                                            | 54,139             | 2.8                | 0                  | 48,206           | 2.5              | 0.3              | 0                | 0                | 0     |
|                                                                                          | Partido Ser Humano, Medio Ambiente y Protección de los Animales | –                  | –                  | –                  | 32,527           | 1.7              | Nuevo            | 0                | 0                | Nuevo |
|                                                                                          | Die PARTEI                                                      | 8,402              | 0.4                | 0                  | 20,519           | 1.1              | Nuevo            | 0                | 0                | Nuevo |
|                                                                                          | Volt Alemania                                                   | 1,497              | 0.1                | 0                  | 19,286           | 1.0              | Nuevo            | 0                | 0                | Nuevo |
|                                                                                          | Lista Climática de Renania-Palatinado                           | 9,477              | 0.5                | 0                  | 13,681           | 0.7              | Nuevo            | 0                | 0                | Nuevo |
|                                                                                          | Partido Ecológico-Democrático                                   | 8,198              | 0.4                | 0                  | 13,406           | 0.7              | 0.3              | 0                | 0                | 0     |
|                                                                                          | Partido Pirata de Alemania                                      | 1,820              | 0.1                | 0                  | 10,393           | 0.5              | 0.3              | 0                | 0                | 0     |
|                                                                                          | Partido Democrático de Base de Alemania                         | 229                | 0.0                | 0                  | –                | –                | –                | –                | 0                | 0     |
|                                                                                          | Independientes                                                  | 1,678              | 0.1                | 0                  | –                | –                | –                | –                | 0                | 0     |
| Total                                                                                    | Total                                                           | 1,922,579          | 100.0              | 52                 | 1,934,879        | 100.0            | –                | 49               | 101              | 0     |
| Votos nulos/en blanco                                                                    | Votos nulos/en blanco                                           | 34,770             | 1.8                | –                  | 22,470           | 1.1              | –                |                  |                  |       |
| Votantes registrados/participación                                                       | Votantes registrados/participación                              | 3,042,414          | 64.3               | –                  | 3,042,414        | 64.3             | 6.1              |                  |                  |       |
| Fuente: Oficina Estatal Estadística Archivado el 16 de marzo de 2021 en Wayback Machine. |                                                                 |                    |                    |                    |                  |                  |                  |                  |                  |       |

## Formación de gobierno
La ministra presidenta Malu Dreyer expresó rápidamente su deseo de continuar la coalición entre el SPD, los Verdes y los Demócratas Libres. El presidente estatal del FDP, Volker Wissing, hizo comentarios similares. Las tres partes iniciaron conversaciones exploratorias el 18 de marzo. El 30 de abril, anunciaron que habían acordado renovar la coalición.
El 18 de mayo, Dreyer fue elegida Ministra-Presidenta para un tercer mandato por el Parlamento Regional. Obtuvo 55 votos, más de los 51 necesarios para una mayoría absoluta. El nuevo gabinete ministerial prestó juramento el mismo día, estando integrado por seis ministros del SPD, dos de Los Verdes y dos del FDP.